# 阿涌哇玛错
阿涌哇玛错是一个位于中华人民共和国青海省玛多县瑪查理鎮的淡水湖泊，面积约为35平方千米。湖岸海拔4382米。該湖泊通過水道可以與黃河聯通。